# Doko (Doko)
Doko is een bestuurslaag in het regentschap Blitar van de provincie Oost-Java, Indonesië. Doko telt 3301 inwoners (volkstelling 2010).